# Sankt Lorenzen bei Knittelfeld
Sankt Lorenzen bei Knittelfeld ist eine ehemalige Gemeinde mit 803 Einwohnern (Stand: VZ 2011)
im Bezirk Murtal und Gerichtsbezirk Judenburg in der Steiermark. Im Rahmen der steiermärkischen Gemeindestrukturreform ist sie seit 1. Jänner 2015 mit den Gemeinden Rachau und Sankt Margarethen bei Knittelfeld zusammengeschlossen.
Die neue Gemeinde führt den Namen Sankt Margarethen bei Knittelfeld weiter. Grundlage dafür war das Steiermärkische Gemeindestrukturreformgesetz (StGsrG).

## Geografie
| Ortschaft                      | Einwohner | Einwohner |
| Ortschaft                      | 2024      | 2001      |
| ------------------------------ | --------- | --------- |
| Fötschach                      | 31        | 47        |
| Gottsbach                      | 10        | 24        |
| Leistach                       | 6         | 4         |
| Pichl                          | 20        | 21        |
| Preg                           | 59        | 95        |
| Preggraben                     | 94        | 105       |
| Ritzendorf                     | 13        | 11        |
| Sankt Benedikten               | 19        | 25        |
| Sankt Lorenzen bei Knittelfeld | 481       | 457       |
| Schütt                         | 4         | 8         |
| Untermur                       | 4         | 8         |

### Geografische Lage
Sankt Lorenzen liegt im Murtal rund sechs Kilometer nordöstlich von Knittelfeld. Das Gemeindegebiet liegt rechts der Mur, die im Talboden über weite Strecken die Gemeindegrenze bildet, und zieht sich entlang des Preggrabens auf die Hänge der Gleinalpe.

### Ehemalige Gemeindegliederung
Die Gemeinde bestand aus den drei Katastralgemeinden (Fläche Stand 31. Dezember 2023):
- Pichl (775,03 ha)
- Preg (2.096,36 ha)
- St. Lorenzen (720,79 ha)

### Eingemeindungen
Im Zuge der steirischen Gemeindestrukturreform wurden 2015 die Gemeinden Rachau, Sankt Lorenzen und Sankt Margarethen fusioniert.

### Nachbargemeinden bis Ende 2014
Nachbargemeinden waren, beginnend im Norden im Uhrzeigersinn:
- Sankt Marein bei Knittelfeld
- Feistritz bei Knittelfeld
- Kraubath an der Mur
- Sankt Stefan ob Leoben
- Rachau
- Sankt Margarethen bei Knittelfeld

## Geschichte

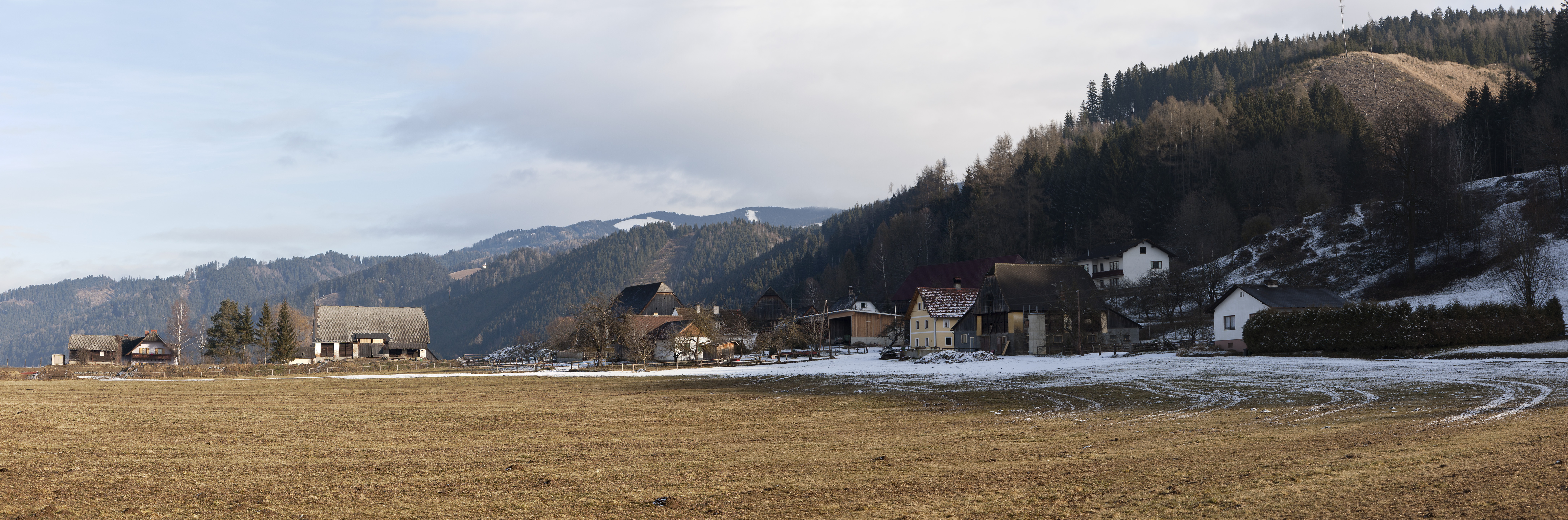
Die Ortschaft Gottsbach von Westen

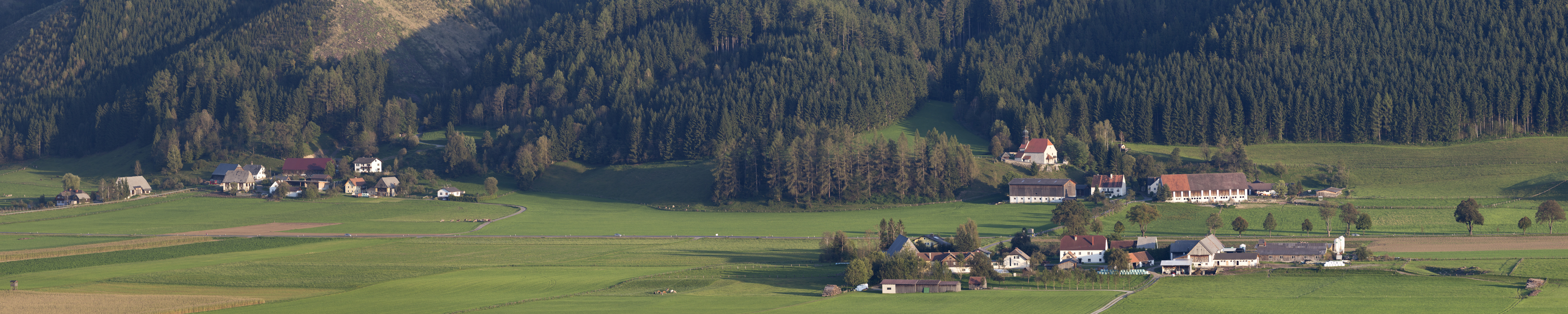
Gottsbach und Sankt Benedikten von Nordwesten

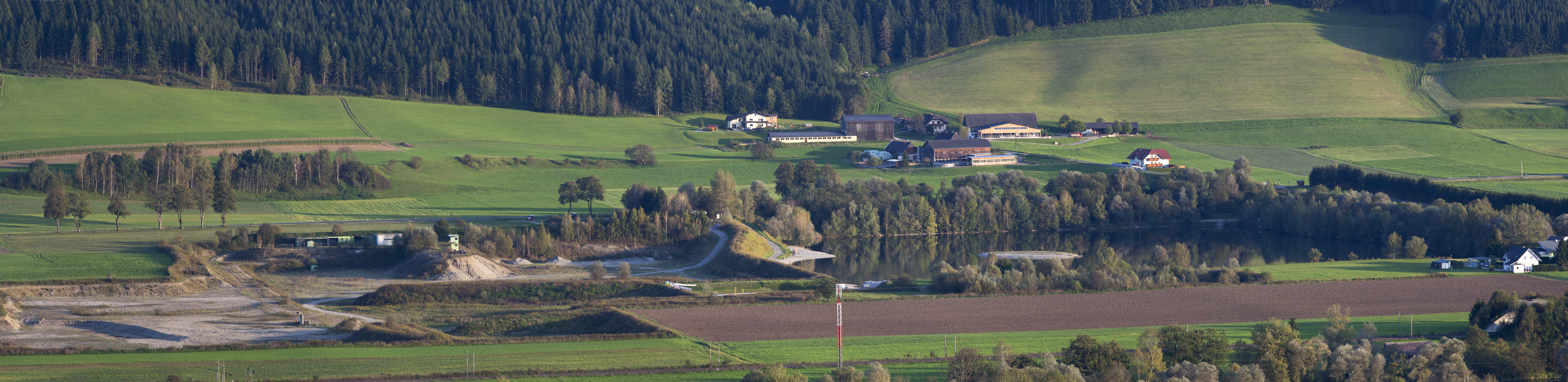
Ritzendorf von Nordwesten

Das Murtal war bereits zur Römerzeit eine wichtige Verkehrsroute. Daher wurden auch auf dem Gebiet von Sankt Lorenzen römerzeitliche Gegenstände gefunden. Hervorzuheben ist ein größerer Silbermünzenfund aus der Zeit der Soldatenkaiser (Münzen von 222 bis 268 n. Chr.), der 1837 bei Bauarbeiten im Preggraben gefunden wurde.
Die erste urkundliche Erwähnung betraf den Ort Listah (Leistach) in einer Urkunde aus dem Jahr 1047. Die Geschicke des Gebietes wurden über Jahrhunderte von den beiden Klöstern Admont und Seckau bestimmt. 1849/50 wurde die politische Gemeinde St. Lorenzen errichtet.
Ab dem späten 19. Jahrhundert wurden Sauerbrunnquellen genutzt. Die Anlagen verfielen jedoch nach dem Zweiten Weltkrieg.

### Bevölkerung
Die Gemeinde hatte laut Volkszählung 2011 803 Einwohner, 97,0 % der Bevölkerung besaßen die österreichische Staatsbürgerschaft. Zur römisch-katholischen Kirche bekannten sich 92,7 % der Einwohner, 1,1 % zur evangelischen Kirche, 5,1 % waren ohne religiöses Bekenntnis.

## Kultur und Sehenswürdigkeiten

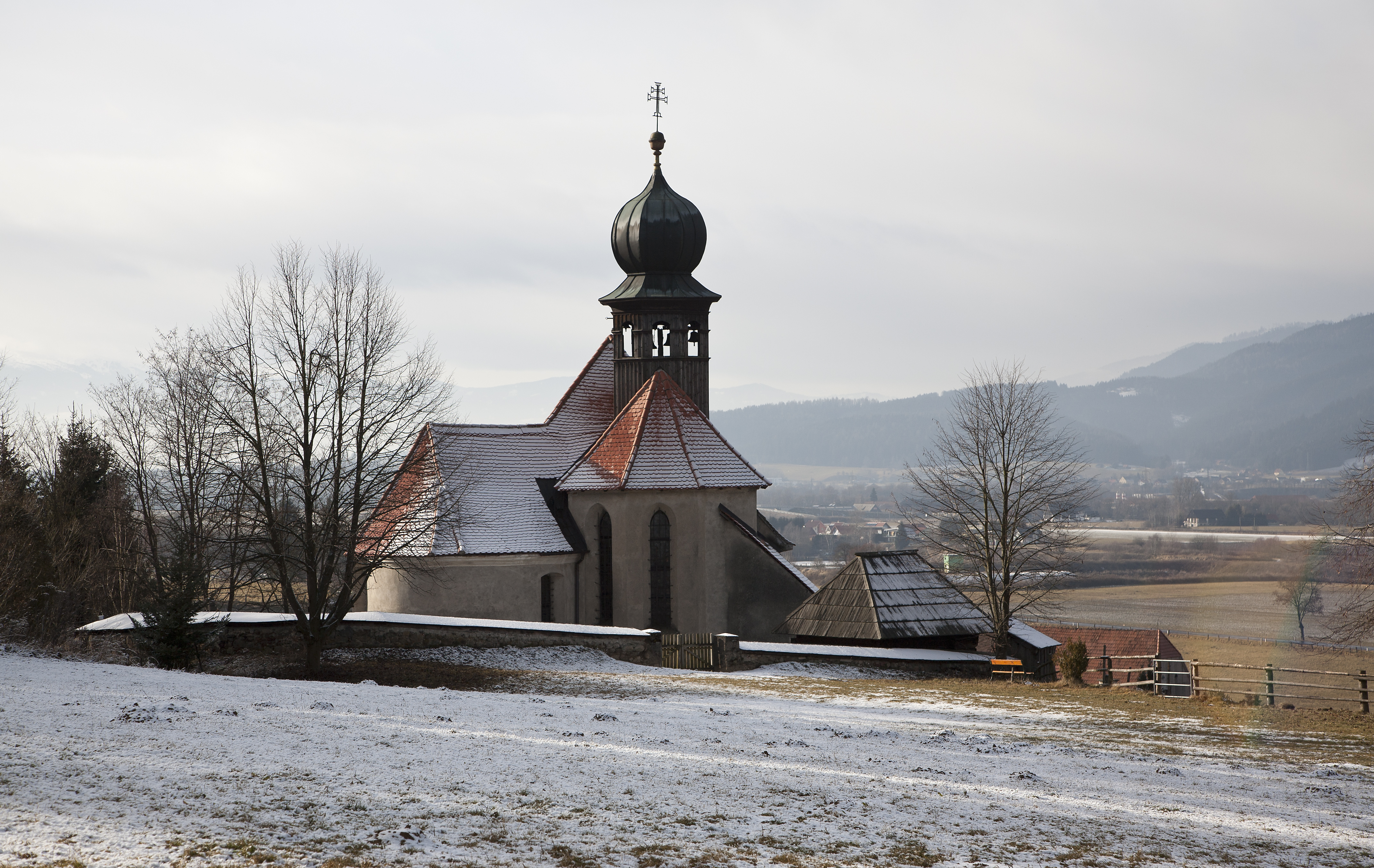
Kirche von Sankt Benedikten

- Pfarrkirche hl. Laurentius, urkundlich 1075: spätgotischer Bau (um 1500) in Sankt Lorenzen.
- Kirche von Sankt Benedikten, urkundlich 1147: „Doppelkirche“ aus Zusammenbau von benachbarten romanischer und gotischer Kapelle entstanden.

## Wirtschaft und Infrastruktur
Die Verkehrserschließung erfolgt über die Pregerstraße L 553. Die Murtal Schnellstraße S 36 verläuft direkt nördlich des Gemeindegebietes. Im Gebiet liegt auch der Bahnhof Fentsch-St. Lorenzen an einer Teilstrecke der Rudolfsbahn.
Von wirtschaftlicher Bedeutung sind die Hartsteinwerke in Preg und der Betrieb der Kies-Union. Laut Arbeitsstättenzählung 2001 gab es 32 Arbeitsstätten mit 230 Beschäftigten in der Gemeinde sowie 231 Auspendler und 153 Einpendler. Es gab 56 land- und forstwirtschaftliche Betriebe (davon 29 im Haupterwerb), die 1999 zusammen 4.869 ha bewirtschafteten.
In der ehemaligen Gemeinde gibt es zwei Kindergärten. Die Volksschule St. Lorenzen und Rachau wurden geschlossen.

## Politik
Der mit 31. Dezember 2014 aufgelöste Gemeinderat bestand aus neun Mitgliedern und setzt sich seit der Gemeinderatswahl 2010 aus Mandataren der folgenden Parteien zusammen:
- 5 Unabhängige Bürgerliste St. Lorenzen (UBS)
- 3 ÖVP
- 1 SPÖ

Letzter Bürgermeister war Hubert Wolfsberger (Unabhängige Bürgerliste).

### Partnergemeinde
Sankt Lorenzen bei Knittelfeld unterhält gemeinsam mit Feistritz bei Knittelfeld eine Gemeindepartnerschaft mit der italienischen Stadt Grado. Jährlich gibt es Ausflüge dorthin und auch  Vertreter aus Grado besuchen regelmäßig die beiden Gemeinden. Feistritz und Sankt Lorenzen bringen außerdem jedes Jahr einen Christbaum nach Grado, welcher dort in der Weihnachtszeit die Basilika Sant’Eufemia schmückt. Obwohl die Partnerschaftsurkunde erst am 29. November 2003 offiziell unterzeichnet wurde, reicht der Kontakt und die Freundschaft der Gemeinden bis ins Jahr 1989 zurück.

Sankt Lorenzen bei Knittelfeld von Süden

### Wappen
Das Gemeindewappen wurde mit Bescheid der steirischen Landesregierung vom 1. Juli 1965 verliehen.

Blasonierung (Wappenbeschreibung):
„In einem von Gold und Grün schräglings geteilten Schild ein gleich gestellter roter Feuerrost mit Stiel und Ring im oberen, ein waagrechter silberner Wellenbalken in der Mitte des unteren Feldes“.

## Belege
1. ↑  Steiermärkische Gemeindestrukturreform
2. ↑  § 3 Abs. 8 Z 3 des Gesetzes vom 17. Dezember 2013 über die Neugliederung der Gemeinden des Landes Steiermark (Steiermärkisches Gemeindestrukturreformgesetz – StGsrG). Landesgesetzblatt für die Steiermark vom 2. April 2014, Nr. 31, Jahrgang 2014, ZDB-ID 705127-x, S. 3.
3. ↑  Statistik Austria: Bevölkerung am 1.1.2024 nach Ortschaften (Gebietsstand 1.1.2024), (ODS, 500 KB)
4. ↑  Regionalinformation 31.12.2023.zip, bev.gv.at (1.119 kB, 0003450398_100_Verwaltungseinheiten_KG_2023.csv); abgerufen am 20. Jänner 2025
5. ↑  Das Land Steiermark: Die neue Gemeindestruktur der Steiermark. Archiviert vom Original am 15. Dezember 2013; abgerufen am 10. November 2013.
6. ↑  Allgemeines Landesgesetz- und Regierungsblatt für das Kronland Steiermark, 21. Stück, 7. Oktober 1850, Nr. 378, S. 431 und Beilage („Kreis Gratz“).